# Agustín Adolfo Herrera
Agustín Adolfo Herrera (* 28. August 1912 in San Miguel de Tucumán, Argentinien; † 18. Juli 2000) war ein argentinischer Geistlicher und Bischof von San Francisco.

## Leben
Agustín Adolfo Herrera empfing am 27. März 1937 das Sakrament der Priesterweihe.
Am 13. März 1957 ernannte ihn Papst Pius XII. zum ersten Bischof von Nueve de Julio. Der Bischof von Catamarca, Carlos Francisco Hanlon CP, spendete ihm am 11. Mai desselben Jahres die Bischofsweihe; Mitkonsekratoren waren der Erzbischof von Tucumán, Juan Carlos Aramburu, und der Weihbischof in Paraná, Adolfo Tortolo. Die Amtseinführung erfolgte am 2. Juli 1957.
Am 24. Juli 1961 ernannte ihn Papst Johannes XXIII. zum Titularbischof von Tanais und bestellte ihn zum Koadjutorbischof von Jujuy. Papst Paul VI. ernannte ihn am 8. September 1965 zum Bischof von San Francisco. Die Amtseinführung erfolgte am 9. Oktober desselben Jahres. Am 2. Dezember 1988 nahm Papst Johannes Paul II. das von Agustín Adolfo Herrera aus Altersgründen vorgebrachte Rücktrittsgesuch an.
Agustín Adolfo Herrera nahm an der ersten und vierten Sitzungsperiode des Zweiten Vatikanischen Konzils teil.